# Dolce è la vendetta SpA
Dolce è la vendetta SpA (in svedese Hämnden är ljuv AB) è il quinto romanzo dello scrittore svedese Jonas Jonasson, pubblicato per la prima volta nell'autunno del 2020. Il libro è stato tradotto in numerose lingue. In Italia viene pubblicato nel 2021.

## Trama
Victor Svensson è un esperto d'arte, impiegato presso una grande galleria. Per soddisfare la sua ambizione e impossessarsi dell'attività, progetta di sposarsi con Jenny, figlia del proprietario. Il piano viene però ostacolato dalla inaspettata scoperta di un figlio adolescente di origini africane, Kevin. Lo spietato Victor, per perseguire i suoi obiettivi, abbandona il giovane figlio nella savana durante un viaggio in Kenya, nella speranza che gli animali selvaggi lo aiutino a risolvere il problema. Kevin, tuttavia, riesce a salvarsi. Preso sotto protezione da un guerriero masai, cresce e viene educato fino al giorno in cui decide di recarsi a Stoccolma alla ricerca del padre. Dopo l'incontro con Jenny, i due decidono di unire le forze per vendicarsi dell'uomo che ha rovinato le loro vite, rivolgendosi ai servizi di una società molto stravagante: Dolce è la vendetta SpA.

## Edizioni in lingua italiana
- Jonas Jonasson, Dolce è la vendetta SpA, traduzione di Stefania Forlani, Milano, La nave di Teseo, 2021 ISBN 978-88-3460-528-8